# Chaupar

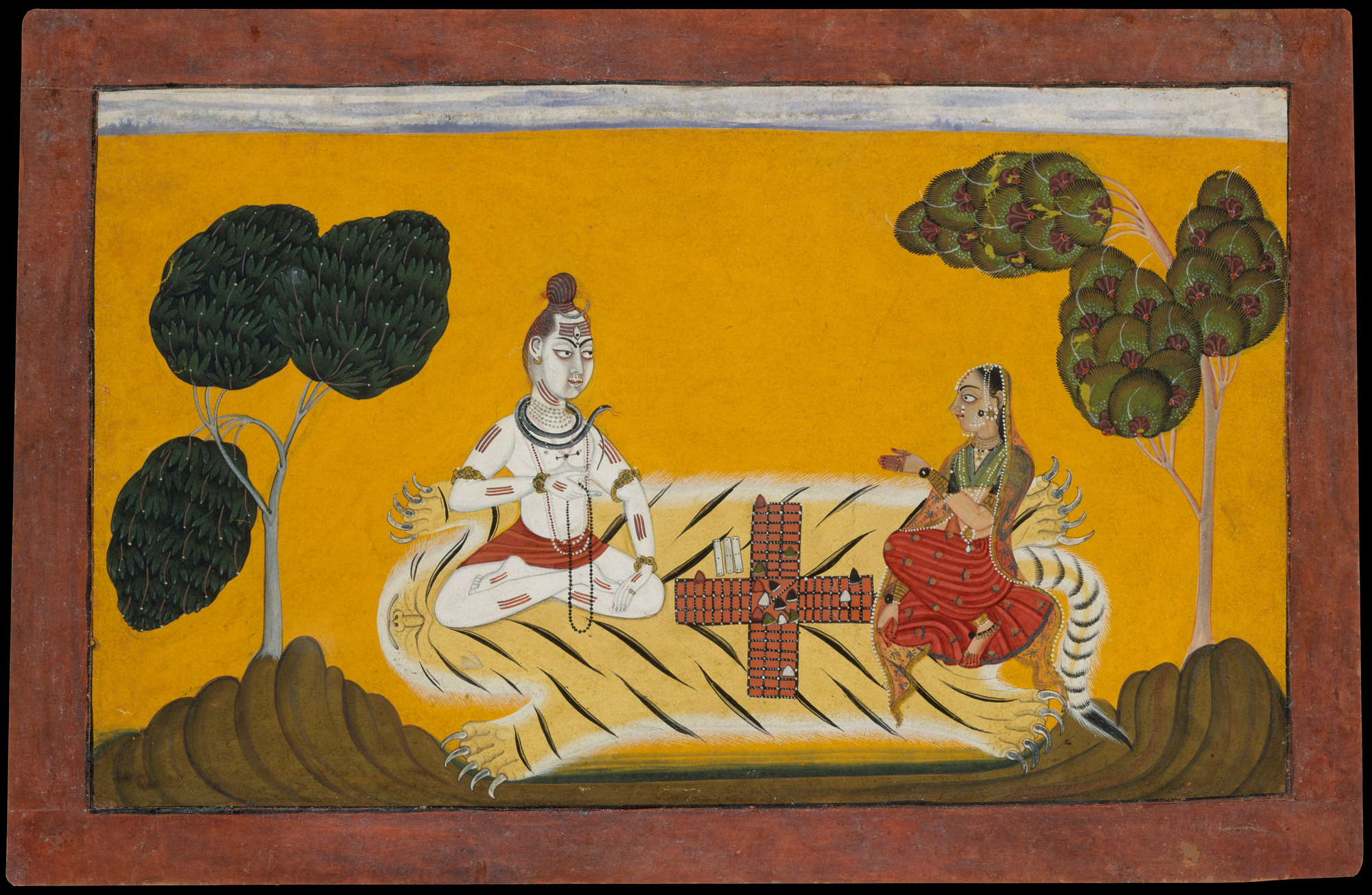
Las deidades indias Parvati y Shiva jugando Chaupar.

Chaupar es un juego de mesa anterior o contemporáneo al pachisi. 
En Prayagraj y Agra (ambas poblaciones en el estado actual de Utar Pradesh, India) se encuentran palacios que servían como tableros gigantes de chaupar para el emperador indio Akbar I del imperio mogol en el siglo XVI. El tablero estaba hecho de mármol y tenía cuadrados de color rojo y blanco. El emperador se sentaba en el centro de la corte y lanzaba las conchas, 16 mujeres de su harem eran las fichas y se movían como él les indicaba.
Se cree que el juego se originó alrededor del siglo IV. El tablero suele ser de paño o lana. Los dados son 6 conchas de cauri (molusco gasterópodo cuya concha blanca y brillante servía de moneda en la India) y las fichas están hechas de madera. Se juega en el suelo o encima de una mesa.

## Reglas de juego
El objetivo de cada jugador es mover sus cuatro piezas alrededor del tablero, en dirección antihoraria, antes que sus oponentes. Las piezas empiezan en las posiciones 6, 7, 23 y 24 desde el Charkoni y terminan en la base. Se decide quién empieza el juego con un tiro de dados. Los turnos se dan en orden antihorario. Los jugadores pueden tener cualquier cantidad de piezas en juego. No se puede pasar turno, a menos que no se pueda mover. No hay valores de dados que ganen turno extra ni casillas de seguro.
Las piezas capturadas son enviadas al Charkoni y deben recomenzar desde ahí, diferenciándolas de las que entran. Se pueden armar fichas dobles, triples o cuádruples, llamadas "súper fichas" si se ponen en la misma casilla. Estas se mueven posteriormente como si fueran una sola y solo pueden ser comidas por otra súper ficha de igual o mayor cantidad. Se usan tres dados largos con 1 y 6 en caras opuestas y 2 y 5 (a veces 3 y 4) en las restantes.

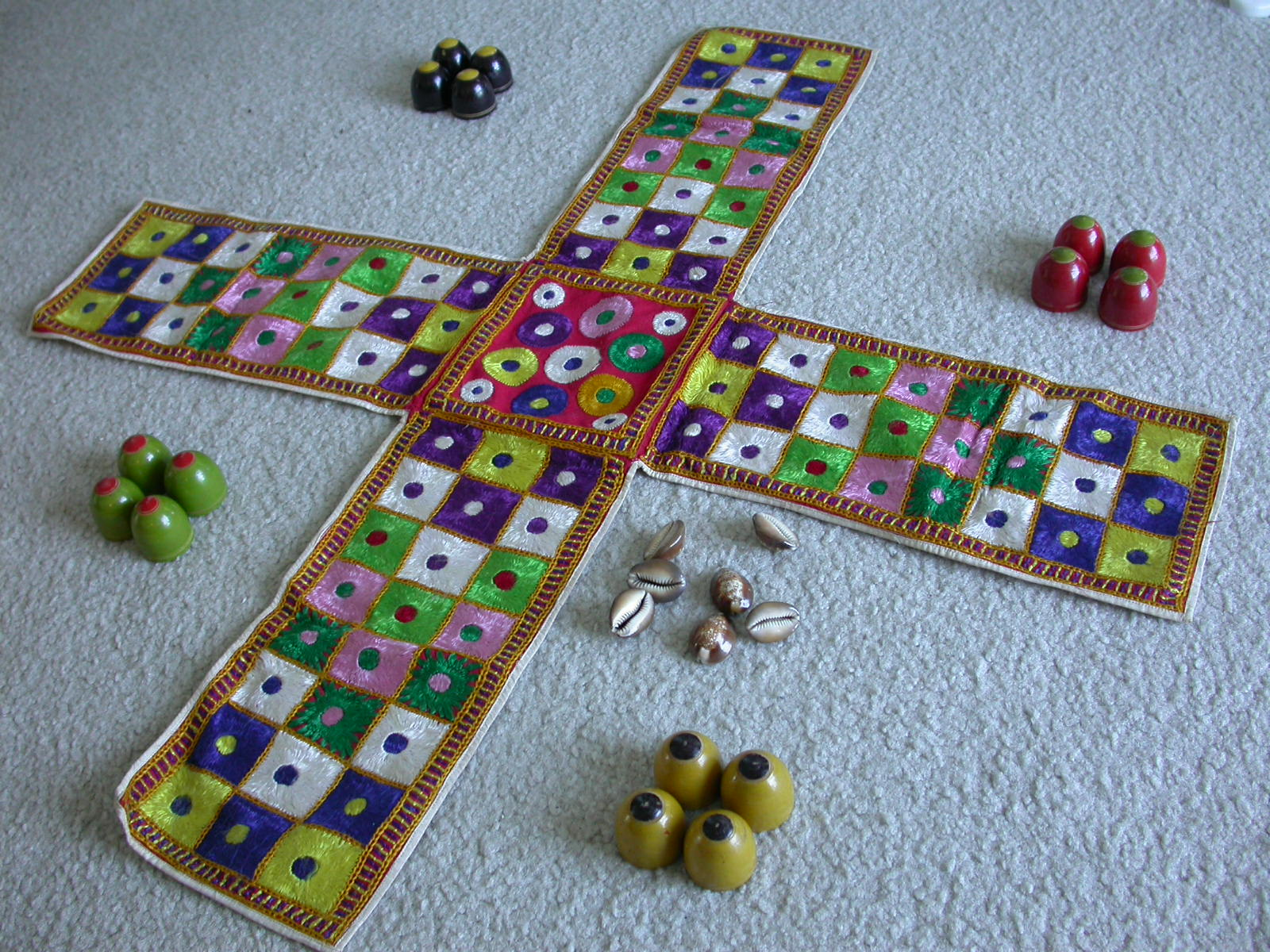
Tablero de Chaupar de fibra.

Cada tirada de dados puede dividirse en sus valores constituyentes y los puntos de movimiento pueden ser compartidos por distintas piezas. Por ejemplo, si se consiguen un 1, un 2 y un 6, el jugador puede elegir mover una pieza nueve casilleros o tres piezas uno, dos y seis casilleros correspondientemente. También es posible, por ejemplo, mover una pieza X cantidad de casilleros hasta otro donde haya una del mismo jugador, formar una pieza doble y moverla la cantidad de casilleros que resten por mover según los dados.
Se necesita un tiro exacto para que una pieza llegue a la base.
Todas las piezas negras deben llegar a base antes de que una pieza amarilla pueda hacerlo. Las rojas deben hacer lo mismo antes de que las verdes lo hagan.